# Punta Xicalango
Punta Xicalango är en udde i Mexiko.   Den ligger i kommunen Carmen och delstaten Campeche, i den sydöstra delen av landet, 800 km öster om huvudstaden Mexico City.
Terrängen inåt land är mycket platt. Havet är nära Punta Xicalango åt nordost. Runt Punta Xicalango är det glesbefolkat, med 11 invånare per kvadratkilometer. Närmaste större samhälle är Ciudad del Carmen, 13,9 km öster om Punta Xicalango. Trakten runt Punta Xicalango består huvudsakligen av våtmarker.